# New Lanark
New Lanark je naselje na rijeci Clyde, 2.2 km od Lanarka, u županiji Južni Lanarkshire na jugu Škotske. New Lanark je upisan na UNESCO-ov popis mjesta svjetske baštine u Europi 2001. god. kao primjer industrijske zajednice oblikovane prema načelima filantropskog humanizma idealista Roberta Owena u slikovitom škotskom krajoliku.

## Povijest
Osnovao ga je 1786. godine David Dale kao radničko naselje njegove vodenice za predenje pamuka. Za vrijeme ravnjanja njegovo zeta, velškog filantropa i sociološkog reformatora Roberta Owena, New Lanark je postao uspješna tvornica, a njegovo radničko naselje utjelovljenje utopijskog društva. Owen je dao izgraditi branu koja je snabdjevala vodom vodenicu u tvornici, ali i prostrane stambene zgrade za radnike, i prvu javnu školu u Britaniji za 500-tinjak radničke djece 1816. godine. Oko 2.500 stanovnika je živjelo u njegovo vrijeme u New Lanarku, većinom doseljenika iz siromašnih predgrađa Glasgowa i Edinburgha.
Owenova filozofija nije bila popularna u to vrijeme i unatoč komercijalnom uspjehu tvornice morao je otkupiti dionice od svojih partnera koji su mu zamjerali "nepotrebne" troškove za udobnost radnika. Ipak, uspio je dokazati da nije potrebno izrabljivati radnike kako bi tvornica bila uspješna i snažno je utjecao na mnoge državnike i reformatore koji su posjetili tvornicu i posvjedočili njezinoj uređenosti i čistoći, kao i zadovoljnim radnicima.
Od 1825. godine tvornicom je upravljala obitelj Walker, a od 1881. obitelj Birkmyre iz Sommervillea koji su nastavili s humanim odnosom prema radnicima. Tvornica u New Lanarku je djelovala sve do 1968. godine, a već 1975. godine osnovano je konzervatorsko povjerenstvo NLCT kako bi se spriječila propast naselja. God. 2001. postalo je UNESCO-ova svjetska baština, a do 2006. godine većina je zgrada obnovljena, a naselje je postalo turističkom atrakcijom koju posjeti oko 400.000 posjetitelja svake godine.
- Tvornica u New Lanarku
- Ulica Rosedale u radničkom naselju
- Vodenički pogon na rijeci Clyde
- Kuća Roberta Owena
- Stara škola

## Poveznice
- Saltaire
- Crespi d'Adda
- Mlinovi doline Derwent

## Vanjske poveznice
- New Lanark Službena stranica
- Pogled iz zraka na New Lanark[neaktivna poveznica]